# Michael Boyle (archevêque)
Michael Boyle, (c. 1609 - 10 décembre 1702) est un évêque de l'Église d'Irlande qui est archevêque de Dublin de 1663 à 1679 et archevêque d'Armagh de 1679 à sa mort. Il est également Lord Chancelier d'Irlande, la dernière fois qu'un évêque est nommé à ce poste.

## Début de carrière
Boyle est né vers 1609  le fils aîné de Richard Boyle (archevêque) (en), archevêque de Tuam et Martha Wright. Il est le neveu de Michael Boyle l'aîné. C'est grâce aux descendants de son cousin le lieutenant-colonel Richard Boyle que le nom Boyle s'est anobli au fil des siècles avec de multiples pairies, dont le comte de Cork, le comte d'Orrery et le comte de Shannon .
Boyle fait ses études au Trinity College de Dublin, où il obtient un MA  et le 4 novembre 1637 est incorporé MA d'Oxford . En 1637, il obtient un presbytère dans le diocèse de Cloyne, reçoit le diplôme de DD et devient doyen de Cloyne en 1640. Pendant la guerre d'Irlande, il est aumônier général de l'armée anglaise dans le Munster .
En 1650, les royalistes protestants d'Irlande envoient Boyle, en collaboration avec Sir Robert Sterling et le colonel John Daniel, pour négocier en leur nom avec Oliver Cromwell .

## Restauration
À la Restauration, Boyle devient membre du Conseil privé d'Irlande et est nommé évêque de Cork, Cloyne et Ross. Outre les revenus épiscopaux, il continue à percevoir pendant un certain temps les bénéfices de six paroisses de son diocèse, faute de pouvoir leur trouver des ecclésiastiques. Pour les services de Boyle en Angleterre dans le cadre de l'Irish Act of Settlement 1662, la Chambre des lords irlandaise de Dublin ordonne qu'un mémorial spécial de remerciements soit inscrit dans leurs journaux en 1662. Boyle est élevé au rang d'archevêque de Dublin en 1663 et nommé Lord Chancelier d'Irlande en 1665 . Bien que la nomination d'un ecclésiastique au poste de Lord Chancelier ait été courante auparavant, celle de Boyle est la dernière de ce type et il semble qu'on lui ait offert le poste uniquement parce qu'aucun avocat professionnel de renom n'a pu être trouvé pour le prendre: le vieux et inefficace Sir Maurice Eustace était resté en fonction en tant que chancelier jusqu'à sa mort simplement en raison de la difficulté à trouver un remplaçant approprié . En l'occurrence, Boyle s'avère être un chancelier travailleur et incorruptible, qui gagne le respect des Lord Lieutenants successifs. Bien qu'il ait sans aucun doute utilisé son influence pour faire avancer la carrière de son gendre, Sir William Davys (en), qui est nommé Lord Chief Justice d'Irlande en 1680, une telle utilisation du favoritisme est une partie acceptée de la politique du XVIIe siècle.
Dans le comté de Wicklow, Boyle établit une ville, à laquelle il donne le nom de Blessington, et y érige à ses frais une église, qu'il fournit de plaque et de cloches. En relation avec cette ville, il obtient en 1673 le titre de vicomte Blessington pour son seul fils survivant, Murrough Boyle. En 1675, Boyle est promu du siège de Dublin à celui d'Armagh ,.
Lors de l'avènement de Jacques II, Boyle est brièvement maintenu en fonction en tant que Lord Chancelier et nommé pour la troisième fois en tant que Lord justicier, en collaboration avec le comte de Granard, et occupe ce poste jusqu'à ce qu'Henry Hyde (2e comte de Clarendon), arrive en tant que Lord-lieutenant d'Irlande en décembre 1685. Clarendon se fait une très haute opinion de Boyle et se serait opposé à son renvoi de la chancellerie, malgré son manque de formation juridique et ses infirmités croissantes, à la fois physiques et mentales .

## Dernières années
Au cours des dernières années de Boyle, ses facultés auraient été très altérées : "sa mémoire disparue, sourde et presque aveugle, une simple épave du passé". Après environ 1683, il n'est pas en mesure d'exercer personnellement les fonctions de son poste  et il démissionne de son poste de Lord Chancelier en 1686. Il meurt à Dublin le 10 décembre 1702, dans sa quatre-vingt-treizième année, et y est inhumé dans la cathédrale Saint-Patrick. Peu de la richesse accumulée par Boyle a été consacrée à des usages religieux ou caritatifs. Des lettres et des papiers de Boyle existent dans les archives d'Ormonde au château de Kilkenny et à la Bibliothèque Bodléienne. Des portraits de l'archevêque Boyle ont été gravés par Loggan et d'autres .

## Famille
Il épouse Margaret Synge, fille de George Synge, évêque de Cloyne et sa première épouse Anne Edgeworth : elle meurt dans un naufrage en 1641, avec leur fille Martha. Il épouse ensuite Mary O'Brien, fille de Dermod O'Brien, 5e baron Inchiquin et d'Ellen FitzGerald. En plus de son fils, qui est créé Lord Blessington, il a six filles de son deuxième mariage, nommées Elizabeth, Mary (décédée jeune), Margaret, Eleanor, Martha et Honora. Elizabeth épouse Denny Muschamp de Horsely, Surrey, le Master-General pour l'Irlande, et est la grand-mère de John Vesey (1er baron Knapton). Margaret épouse Samuel Synge, doyen de Kildare, qui est le frère aîné d'Edward Synge, archevêque de Tuam. Eleanor épouse William Hill de Hillsborough : ils sont les parents de Michael Hill (1672-1699). Martha épouse Sir William Davys, Lord Chief Justice d'Irlande. Honora se marie trois fois : avec Thomas Cromwell, 3e comte d'Ardglass ; puis Francis Cuffe député ; et enfin Sir Thomas Burdett, 1er baronnet, de Dunmore .